# Championnats de France de cyclisme sur piste 2012
Les championnats de France de cyclisme sur piste 2012 se sont déroulés en juin et juillet au vélodrome de Bordeaux (pour les élites) et au vélodrome de Toulon-Provence-Méditerranée à Hyères (pour le championnat de France de l'avenir).

## Résultats

### Hommes
| Compétitions          | Or                                                                       | Argent                                                                 | Bronze                                                                        |
| --------------------- | ------------------------------------------------------------------------ | ---------------------------------------------------------------------- | ----------------------------------------------------------------------------- |
| Épreuves élites       |                                                                          |                                                                        |                                                                               |
| Kilomètre             | Michaël D'Almeida                                                        | François Pervis                                                        | Quentin Lafargue                                                              |
| Keirin                | Quentin Lafargue                                                         | Michaël D'Almeida                                                      | Mickaël Bourgain                                                              |
| Vitesse               | François Pervis                                                          | Mickaël Bourgain                                                       | Charlie Conord                                                                |
| Vitesse par équipes   | Île-de-France Thomas Valadier Killian Evenot Erwann Aubernon             | Bretagne Thomas Denis Théophile Leblanc Kévin Sellier                  | Provence-Alpes-Côte d'Azur Thomas Copponi Enzo Ceausu Guillaume Gonzalez      |
| Poursuite             | Damien Gaudin                                                            | Kévin Labèque                                                          | Julien Duval                                                                  |
| Poursuite par équipes | Normandie Alexandre Lemair Alexis Gougeard Julien Duval Kévin Lesellier  | Île-de-France Kévin Labèque Émeric Choisy Cyril Maitre Kévin Réza      | Pays de la Loire Damien Gaudin Julien Morice Kévin Fouache Jean-Marie Gouret  |
| Américaine            | Pays de la Loire Bryan Coquard Morgan Lamoisson                          | Bretagne Fabien Le Coguic Nicolas Janvier                              | Rhône-Alpes Vivien Brisse Guillaume Perrot                                    |
| Course aux points     | Benoît Daeninck                                                          | Alexandre Blain                                                        | Kévin Labèque                                                                 |
| Scratch               | Romain Guillemois                                                        | Nicolas Janvier                                                        | Bryan Coquard                                                                 |
| Omnium                | Bryan Coquard                                                            | Vivien Brisse                                                          | Fabien Le Coguic                                                              |
| Épreuves espoirs      |                                                                          |                                                                        |                                                                               |
| Poursuite             | Kévin Labèque                                                            |                                                                        |                                                                               |
| Course aux points     | Alexis Gougeard                                                          | Romain Le Roux                                                         | Nicolas Janvier                                                               |
| Épreuves juniors      |                                                                          |                                                                        |                                                                               |
| Kilomètre             | Thomas Copponi                                                           | Erwann Aubernon                                                        | Tom Boes                                                                      |
| Keirin                | Erwann Aubernon                                                          | Thomas Copponi                                                         | Alexandre Prud'homme                                                          |
| Vitesse               | Thomas Copponi                                                           | Erwann Aubernon                                                        | Teva Mou Sin Pinoy                                                            |
| Poursuite             | Thomas Boudat                                                            | Maxime Piveteau                                                        | Marc Fournier                                                                 |
| Poursuite par équipes | Aquitaine Clément Barbeau Thomas Boudat Lucas Destang Mathias Le Turnier | Normandie Marc Fournier Anthony Cowley Nicolas Castelot Julien Delerin | Rhône-Alpes Valentin Jury Alexandre Paccalet Louis Pijourlet Julien Ruffineng |
| Course aux points     | Tom Boes                                                                 | Thomas Boudat                                                          | Lorrenzo Manzin                                                               |
| Américaine            | Aquitaine Thomas Boudat Clément Barbeau                                  | Île-de-France Oerkan Olgun Jayson Rousseau                             | Normandie Julien Delerin Jordan Levasseur                                     |

### Femmes
| Compétitions          | Or                                                             | Argent                                                  | Bronze                                                            |
| --------------------- | -------------------------------------------------------------- | ------------------------------------------------------- | ----------------------------------------------------------------- |
| Épreuves élites       |                                                                |                                                         |                                                                   |
| 500 m                 | Sandie Clair                                                   | Olivia Montauban                                        | Virginie Cueff                                                    |
| Keirin                | Olivia Montauban                                               | Virginie Cueff                                          | Sandie Clair                                                      |
| Vitesse               | Clara Sanchez                                                  | Virginie Cueff                                          | Olivia Montauban                                                  |
| Vitesse par équipes   | Rhône-Alpes Sophie Creux Laurie Berthon                        | Bretagne Lise Labat Laudine Genée                       | Centre Mélissandre Pain Marie Dufour                              |
| Poursuite             | Aude Biannic                                                   | Fiona Dutriaux                                          | Audrey Cordon                                                     |
| Poursuite par équipes | Bretagne Aude Biannic Laudine Genée Coralie Sero Coralie Demay | Rhône-Alpes Laurie Berthon Sophie Creux Claire Comparat | Vienne Futuroscope Audrey Cordon Fiona Dutriaux Emmanuelle Merlot |
| Course aux points     | Laurie Berthon                                                 | Fiona Dutriaux                                          | Coralie Demay                                                     |
| Scratch               | Laurie Berthon                                                 | Pascale Jeuland                                         | Fiona Dutriaux                                                    |
| Omnium                | Fiona Dutriaux                                                 | Laurie Berthon                                          | Élise Delzenne                                                    |
| Épreuves juniors      |                                                                |                                                         |                                                                   |
| 500 m                 | Mélissandre Pain                                               | Lise Labat                                              | Maria Guillaume                                                   |
| Vitesse               | Mélissandre Pain                                               | Manon Bourdiaux                                         | Lise Labat                                                        |
| Poursuite             | Manon Bourdiaux                                                | Coralie Sero                                            | Elise Raulline                                                    |
| Course aux points     | Coralie Sero                                                   | Manon Bourdiaux                                         | Marie Fumey                                                       |